# Super Pumby (revista)
Super Pumby fue una revista de historietas, editada por Editorial Valenciana entre 1959 y 1973 a raíz del éxito de "Pumby" y su personaje estrella, ahora convertido en superhéroe. Tuvo dos épocas bien diferenciadas:

## Primera época: 1959-1963
La revista apareció en diciembre de 1959, con el subtítulo de Publicación Infantil. Tenía un formato de 26 x 18,5 cm., 32 páginas (las cubiertas en color) y periodicidad trimestral. Alcanzó 16 números, con un precio de 5 pesetas los 14 primeros y 6 pesetas los dos últimos.

En sus primeros años, incluyó series como:
| Aparición | Números | Título                | Autoría                 | Procedencia |
| --------- | ------- | --------------------- | ----------------------- | ----------- |
| 1959      | 1-16    | Super-Pumby           | José Sanchis            |             |
| 1960      | 2, 3,   | Trompy                | Nin                     | Pumby       |
| 1960      | 2       | El Capitán Mostachete | José Sanchis            | Jaimito     |
| 1960      | 2       | Osito                 | Frejo                   | Pumby       |
| 1960      | 2       | Peluca                | Sifré                   |             |
| 1960      | 3       | La familia Conejil    | Serafín                 | Pumby       |
| 1960      | 3       | Jimmy                 | Vicente Tortajada/Karpa |             |
| 1960      | 3       | Centaurito            | Rojas                   |             |

## Segunda época: 1963-1973
Alcanzó 111 números, con una periodicidad mensual a partir del número 6.
| Aparición | Números | Título               | Autoría | Procedencia |
| --------- | ------- | -------------------- | ------- | ----------- |
|           |         | Payasete y Fu-Chinín | Palop   | "Jaimito"   |
|           |         | El corsario Barbudín | Grema   |             |
|           |         | Caperucita Encarnada | Edgar   |             |